# Crenigomphus
Genre
Crenigomphus  est un genre  dans la famille des Gomphidae appartenant au sous-ordre des Anisoptères dans l'ordre des Odonates. 

## Liste d'espèces
Ce genre comprend 6 espèces :
- Crenigomphus abyssinicus (Selys, 1878)
- Crenigomphus cornutus Pinhey, 1956
- Crenigomphus denticulatus Selys, 1892
- Crenigomphus hartmanni (Förster, 1898)
- Crenigomphus kavangoensis Sunhling & Marais, 2010
- Crenigomphus renei Fraser, 1936